# Antoni II Acciaiuoli
Antoni II Acciaiuoli fou fill de Francesc Acciaiuoli i germà de Neri II Acciaiuoli.
Fou duc d'Atenes i senyor de Mègara, Sició, Tebes i Livàdia del 1439 al 1441, enderrocant a son germà Neri II Acciaiouli.
Va morir a Atenes el 1441 el que va permetre a son germà recuperar el poder. Es va casar amb Maria Zorzi, filla de Nicola II Zorzi, baró de Bodonitza i senyor de Karystos (que era germana de la dona de son germà).